# Monument a Búzludja
El Monument a Búzludja (en búlgar: Паметник на Бузлуджа) és un dels majors monuments de Bulgària, de tall ideològic, i una antiga sala de congrés soviètica situada al Parc Nacional de Búzludja, a la Serralada dels Balcans. L'edifici, que es troba actualment abandonat, es va construir el 1981 en honor del Congrés de Búzludja celebrat en aquest mateix lloc i any per Dimítar Blagòev i el seu Partit Socialdemòcrata búlgar.
Va costar al voltant de catorze milions de leva (set milions d'euros) al govern socialista búlgar i enginyers militars de l'exèrcit, pintors i escultors famosos van particpar en la construcció. Al voltant del monument es van construir diverses carreteres des de Xipka i Stara Zagora. A la carretera de sortida de Buzludzha hi ha una enorme estàtua de Dimítar Blagòev.

## Història

### Construcció
La decisió de construir un monument a la celebració del Congrés de Búzludja el 1891 i el 1300è aniversari de la creació de l'Estat búlgar va ser de la Secretaria del comitè central del Partit Comunista Búlgar, l'11 de març de 1971. La construcció va començar el 1974 i va ser finançada pel govern socialista búlgar, i mitjançant donacions dels membres del partit, per valor de 14.186 milions de leves. La Casa Memorial va ser inaugurada el 23 d'agost de 1981.
En la construcció van participar tropes del servei d'ocupació (secció de l'exèrcit búlgar composta per homes i dones en edat de treballar i que se'ls obligava a fer-ho durant un temps en favor del govern) i brigades de voluntaris. L'encarregat de supervisar la construcció va ser el comandant de Stara Zagora Delcho Delchev i l'autor del projecte arquitectònic va ser Guéorguy Stoilov.

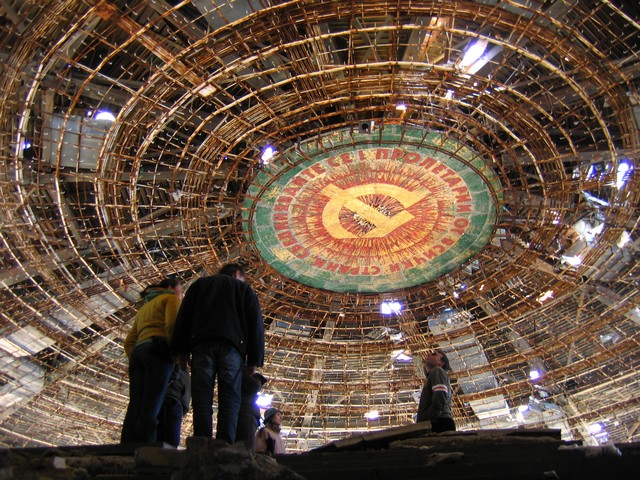
Detall del sostre a la cambra interior.

La Casa Memorial consta d'una àmplia cambra voltada per al debat i una torre de 70 metres d'altura. A la part superior de la torre hi ha dues antenes de 12 metres amb equips d'alta tensió. La Sala de Cerimònies té un diàmetre de 42 metres i una alçada de 14,5 metres i està decorada amb 550 metres quadrats de mosaics que evoquen les lluites comunistes, la construcció de la societat socialista, l'emblema soviètic i una frase en búlgar que diu: «Proletariat de tots els països, uniu-vos!». També estaven retratats a la càmera principal diversos destacats líders búlgars i soviètics com Dimitr Blagòev, Tòdor Jívkov, Gueorgui Dimitrov, Lenin, Ióssif Stalin i Leonid Bréjnev. El disseny del monument va durar 18 mesos i hi van participar més de seixanta artistes, entre ells Dimítar Kirov, Minekov Velichko i Starchev Valentin. Les tres escales de l'interior de l'edifici estan decorades amb una combinació de vidre blanc, realitzada per l'escultor txec Stanislav Libenski.

### Post-comunisme
Després de la caiguda del govern socialista de Tòdor Jívkov, els canvis polítics a Bulgària des de novembre de 1989 i tot just vint anys després de la inauguració, el monument va ser abandonat i es deteriora progressivament davant la manca de conservació per part de l'Estat búlgar.
El 19 de setembre de 2011, durant l'obertura del Museu d'Art Socialista de Bulgària, el president del país, Boiko Boríssov, va decidir que l'històric monument de Búzludja pertany al Partit Socialista Búlgar, que té la responsabilitat gestionar-lo.

## Imatges

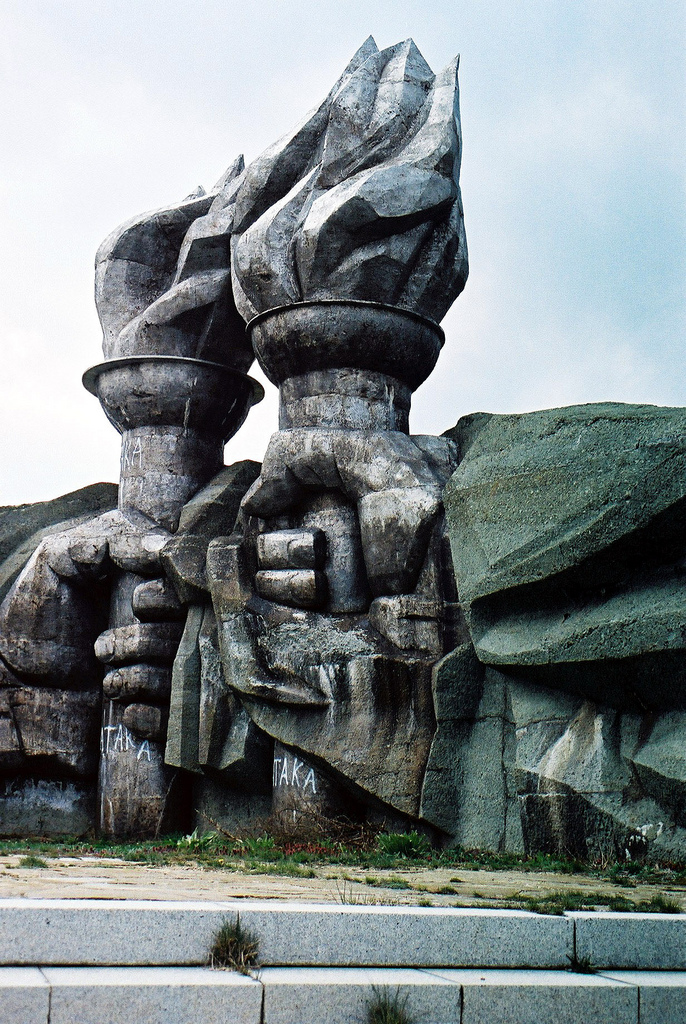
Els braços i torxes en detall.
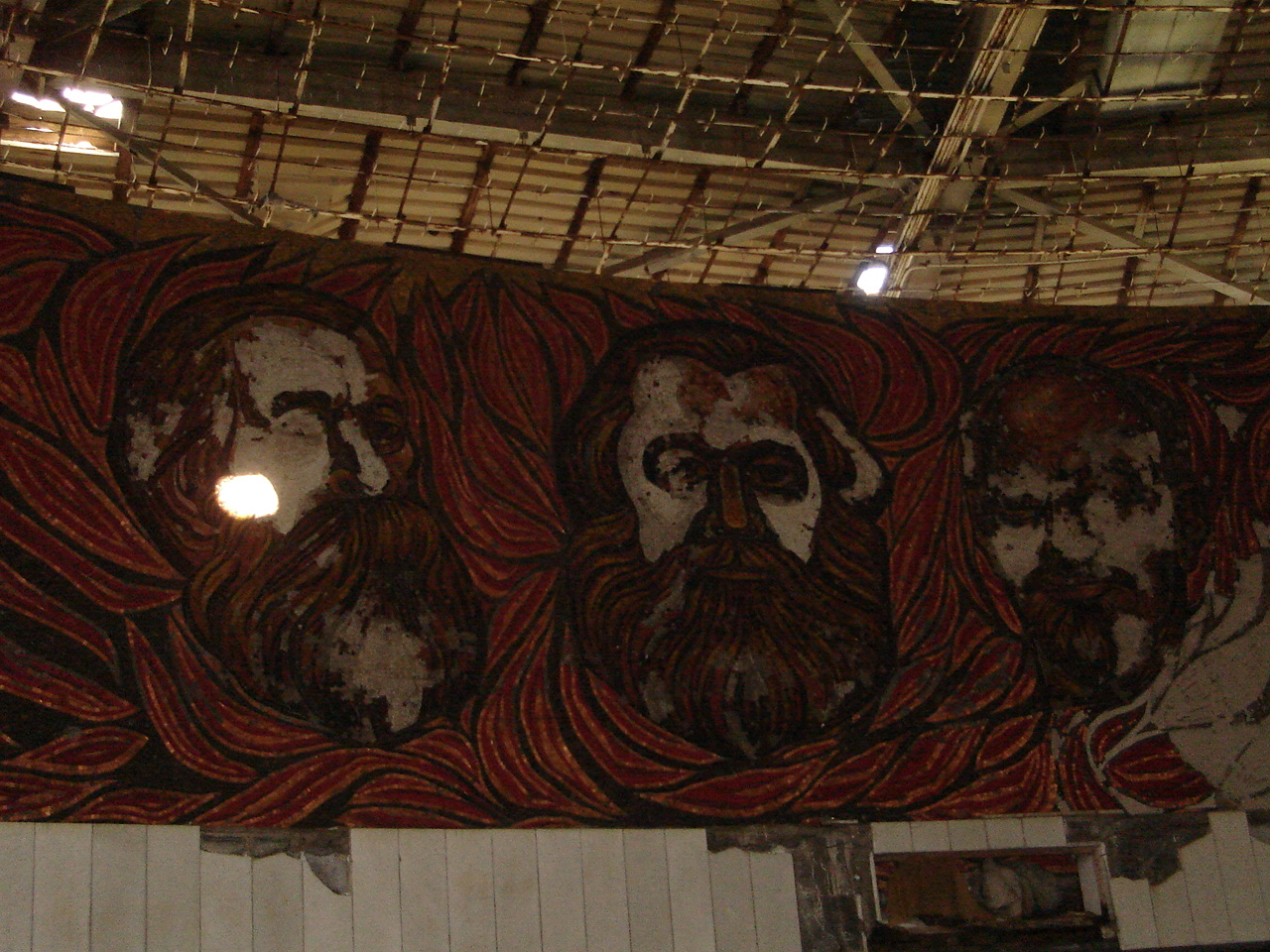
Mosaics amb líders comunistes a l'interior.
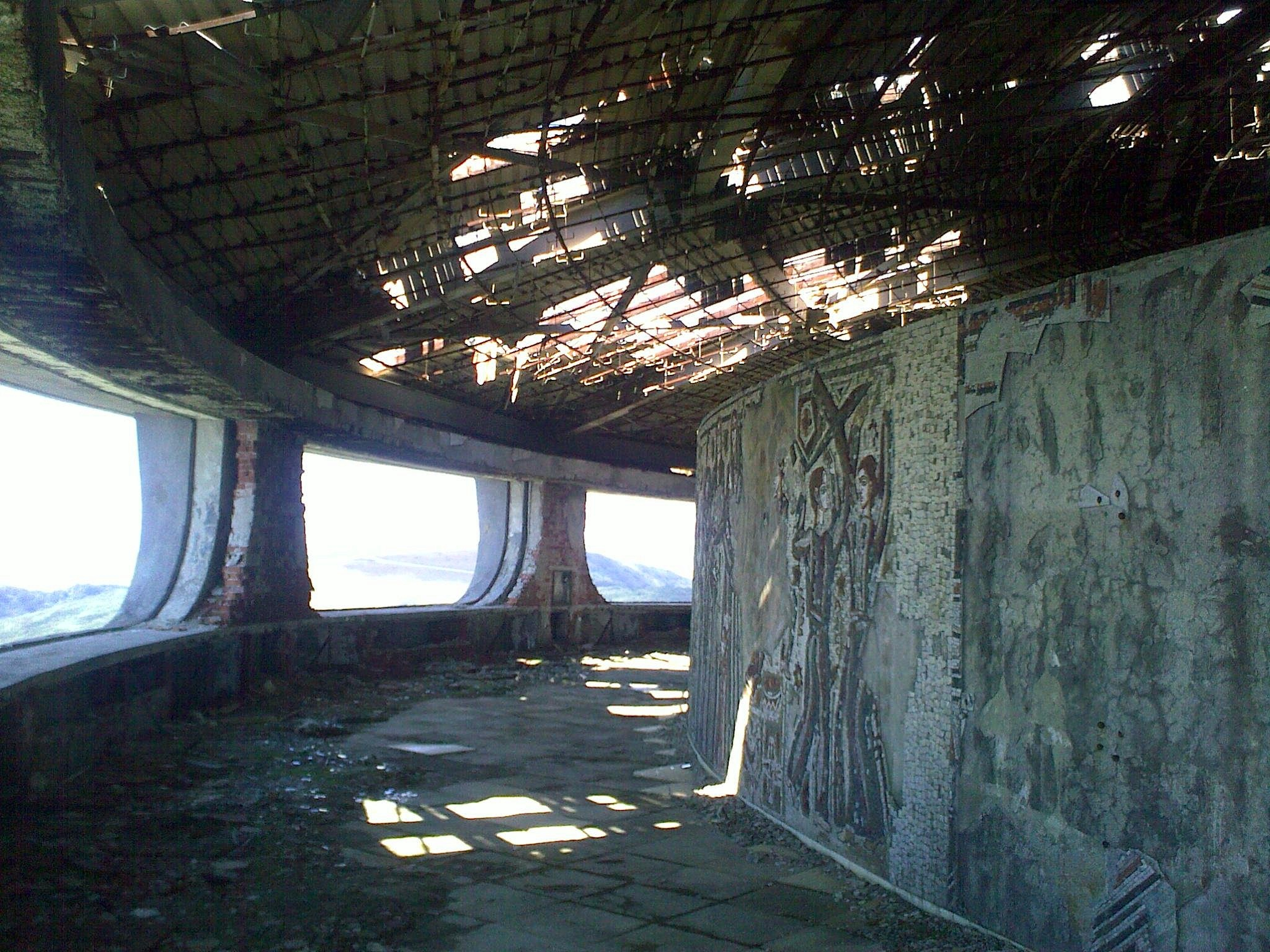
Corredors interiors.
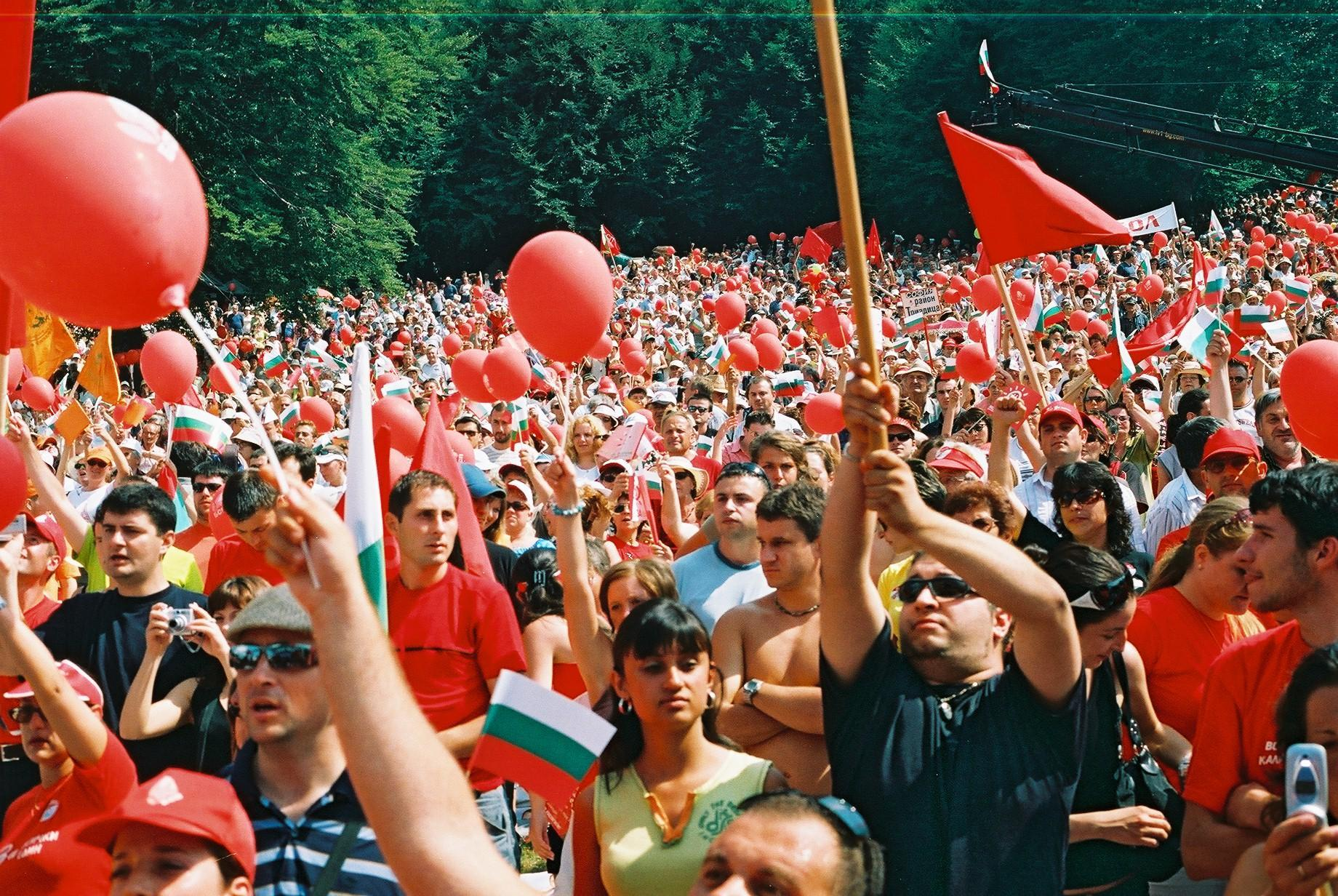
Consell socialista el 2005 a Búzludja.